# جلان كوهن
جلان كوهن (بالإنجليزية: Glen Cohen) هو عداء سريع بريطاني، ولد في 22 أبريل 1954 في لينستيد ‏ في جامايكا.

## وصلات خارجية
- جلان كوهن على موقع الاتحاد الدولي لألعاب القوى (الإنجليزية)
- جلان كوهن على موقع أوليمبيديا (الإنجليزية)
- جلان كوهن على موقع اللجنة الأولمبية البريطانية (الإنجليزية)
- جلان كوهن على موقع اتحاد ألعاب الكومنولث (مؤرشف) (الإنجليزية)